# Amanda Phingbodhipakkiya
 (octobre 2021).
La mise en forme du texte ne suit pas les recommandations de Wikipédia : il faut le « wikifier ».
Les points d'amélioration suivants sont les cas les plus fréquents :
- Les titres sont pré-formatés par le logiciel. Ils ne sont ni en capitales, ni en gras.
- Le texte ne doit pas être écrit en capitales (les noms de famille non plus), ni en gras, ni en italique, ni en « petit »…
- Le gras n'est utilisé que pour surligner le titre de l'article dans l'introduction, une seule fois.
- L'italique est rarement utilisé : mots en langue étrangère, titres d'œuvres, noms de bateaux, etc.
- Les citations ne sont pas en italique mais en corps de texte normal. Elles sont entourées par des guillemets français : « et ».
- Les listes à puces sont à éviter, des paragraphes rédigés étant largement préférés. Les tableaux sont à réserver à la présentation de données structurées (résultats, etc.).
- Les appels de note de bas de page (petits chiffres en exposant, introduits par l'outil «  Source ») sont à placer entre la fin de phrase et le point final[comme ça].
- Les liens internes (vers d'autres articles de Wikipédia) sont à choisir avec parcimonie. Créez des liens vers des articles approfondissant le sujet. Les termes génériques sans rapport avec le sujet sont à éviter, ainsi que les répétitions de liens vers un même terme.
- Les liens externes sont à placer uniquement dans une section « Liens externes », à la fin de l'article. Ces liens sont à choisir avec parcimonie suivant les règles définies. Si un lien sert de source à l'article, son insertion dans le texte est à faire par les notes de bas de page.
- La présentation des références doit suivre les conventions bibliographiques. Il est recommandé d'utiliser les modèles {{Ouvrage}}, {{Chapitre}}, {{Article}}, {{Lien web}} et/ou {{Bibliographie}}. Le mode d'édition visuel peut mettre en forme automatiquement les références.
- Insérer une infobox (cadre d'informations à droite) n'est pas obligatoire pour parachever la mise en page.

Pour une aide détaillée, merci de consulter Aide:Wikification.
Si vous pensez que ces points ont été résolus, vous pouvez retirer ce bandeau et améliorer la mise en forme d'un autre article.
 (octobre 2021).
Si vous disposez d'ouvrages ou d'articles de référence ou si vous connaissez des sites web de qualité traitant du thème abordé ici, merci de compléter l'article en donnant les références utiles à sa vérifiabilité et en les liant à la section « Notes et références ».
Amanda Phingbodhipakkiya est une scientifique et artiste née en 1992. Elle a grandi dans la banlieue d'Atlanta de parents immigrés thaïlandais et indonésiens. Elle est connue pour ses nombreux engagements dans les domaines du féminisme, de la science et de la vie communautaire. C’est une artiste et conférencière multidisciplinaire basée à Brooklyn, New York ,.Elle est à l'origine du projet Beyond Curie ,. Phingbodhipakkiya est une neuroscientifique devenu artiste et une défenseure des STEM (en) (acronyme de science, technology, engineering, and mathematics). Elle est connue pour transmettre des idées scientifiques complexes via l’art.

## Biographie
Amanda Phingbodhipakkiya a obtenu son diplôme en neurosciences à l'Université de Columbia en 2010.Elle a travaillé comme chercheuse au Columbia Medical Center et a mené une étude sur la maladie d'Alzheimer. Elle a ensuite obtenu une maîtrise en design de communication du Pratt Institute. Elle a travaillé comme créatrice pour plusieurs entreprises jusqu'à ce qu'elle établisse sa propre carrière et devienne à temps plein une artiste multidisciplinaire. Phingbodhipakkiya a écrit du contenu sur les neurosciences pour Inc. et TED et écrit occasionnellement pour le magazine Medium. Amanda Phingbodhipakkiya travaille aujourd'hui comme artiste en résidence pour la Commission des droits de l'homme de New York.
Dès son plus jeune âge elle associe et remet en cause la relation entre science et art. Elle expliqua qu’enfant, elle était fascinée par l'attrait esthétique des ailes de papillon, elle a ensuite réfléchi à la façon dont l'art, le design et la science sont interconnectés et s'est demandé comment ils sont considérés comme des domaines complètement séparés et différents de l'éducation.

### De neuroscientifique à artiste
Lors de différentes interviews on[Qui ?] lui a souvent demandé[évasif] comment elle avait fait le saut entre les deux domaines. Elle explique alors un incident survenu lorsqu'elle travaillait au Columbia Medical Center : Un patient lui a demandé quelle était sa contribution à la science. Elle a alors donné le document de recherche en réponse. Elle a immédiatement regretté parce qu’une personne non initiée au milieu de la recherche, de la science n’est pas intéressée par la lecture d'articles scientifiques denses qu’elle ne comprend pas. C’est alors qu’elle a commencé réfléchi à la façon de devenir une meilleure « conteuse ». L’idée est d’exprimer des idées complexes, scientifiques à un public plus large, c’est ainsi qu’elle s'est retrouvée plonger dans le design[réf. nécessaire].
En tant qu'artiste Amanda Phingbodhipakkiya est une artiste multidisciplinaire. Elle a utilisé la réalité augmentée, l'installation interactive et le biodesign sur ses projets et expositions. Elle est ouverte à l'essai de divers médias, supports pour exprimer le sujet. L'art de Phingbodhipakkiya est généralement coloré et elle considère l'espace comme un aspect vital de son métier. Elle cite l'artiste Bruno Munari comme son inspiration car elle est fascinée par la façon dont il associe les couleurs et les formes[réf. nécessaire].

## Engagement contre le racisme
Au printemps 2021, dans le cadre d'un partenariat avec la Commission des droits de l'homme de la ville de New-York, intitulé « I Still Believe In This City » (Je crois toujours en cette ville), elle expose dans l’espace public des portraits et des messages aux couleurs vives afin de lutter contre les préjugés et les crimes haineux à l’encontre de la population Asiatiques. Cette campagne fait suite aux incidents liés à la pandémie de la Covid 19. Cette exposition lui a valu la couverture de nombreux magazines dont le Time, l’œuvre « I Still Believe In This City » témoigne d'une nouvelle prise de conscience de la colère et de la violence dirigées contre les Américains d'origine asiatique.
Les œuvres communiquent une image positive et optimiste, le texte qui les accompagne donne au spectateur une perspective différente, contenant des informations sur le contexte plus sombre qui a inspiré ces œuvres, à l’instar de « This is our home too » (C’est chez moi aussi), « I am not your scapegoat » (je ne suis pas ton bouc émissaire) et « I did not make you sick » (Ce n’est pas moi qui t’ai rendu malade). Ce dernier slogan renvoie au ciblage des personnes d'origine asiatique, sur la base infondée qu'elles sont principalement responsables de la propagation de la Covid-19
Parallèlement à l’exposition « I Still Believe in This City », Amanda Phingbodhipakkiya a lancé une autre œuvre en collaboration avec la Commission des droits de l'homme de New York. Plus sombre, elle est intitulée « May we know our own strength » (Que nous puissions reconnaître notre propre force). Cette campagne est née en réaction d’une fusillade de masse survenue en mars 2021, qui a entraîné la mort de huit personnes, dont six femmes d'origine asiatique.

## Projets
- Beyond Curie - a portrait series that highlights unsung women with significant contributions to Science, Technology, Engineering and Mathematics[3],[4]
- The Leading Strand - A collaboration between scientists and artists to translate and convey scientific breakthroughs into visual art[7].
- Community of Microbes - in partnership with biologist Anne Madden, the project explores the world of microorganisms through sculpture and interactive AR installation[8],[9].
- Findings - a mural series held across the United States that hails women in science[2].
- Connective Tissue - Phingbodhipakkiya's solo exhibition features large-scale murals and interactive installations. The project demonstrates the importance and impact of networks and connections—whether biologically, scientifically and/or socially[10].
- ATOMIC by Design - a fashion line inspired by 118 elements of the periodic table[11].
- Powers of X (in progress) - it explores the remarkable contributions of women in mathematics and translates it into visual art.
- Particle 17 (in progress) - an interactive and immersive project that aims to convey the world of quantum physics, especially subatomic particles[12].
- "I Still Believe in Our City" - a public art installation mounted as an ad takeover at the Atlantic Avenue subway station in Brooklyn, NY as part of Phingbodhipakkiya's appointment as the artist-in-residence at the NYC Human Rights Commission. The piece includes a series of 45 panels featuring bright portraits of Black, East Asian, and Southeast Asian residents of the city alongside antidiscriminatory messages such as "I Am Not Your Scapegoat"[13]
- "With Softness and Power" - an illustration selected for the cover of TIME Magazine's March 29, 2021 issue, showing a central figure surrounded by flowers that offers hope as well as a call to action in response to hate crimes against the Asian American and Pacific Islander community in the United States[14]

## Prix et distinctions
- 26 Emerging Asian American Voices, NBC, 2020
- Most Innovative Product, Beyond Curie, Fast Company, 2019
- GOLD International Design Award (Interactive Media), Beyond Curie, 11th IDA, 2018
- WeWork Creator Award, WeWork, 2017
- Red Dot Design Award, Red Dot, 2017
- TED Residency, TED Conferences, 2016